# Témakijelölés
A média egyik legfontosabb jellemzője, hogy a világ történéseiről, de még a közvetlen környezetünk eseményeiről is ezen keresztül értesülünk. Ezen jellegzetességek következtében nagy hatalom van a média kezében: azáltal, hogy eldönti, mi az amiről információkkal szolgál, vagy mi az amit elhallgat, alakítja az emberek képét a külvilágról. A napirend-kijelölő vagy témakijelölő funkció arra utal, hogy a média azzal, hogy mit mutat be, és azt hogyan mutatja be, meghatározza azt, hogy miről fognak beszélni az emberek, mi lesz napirenden a társalgásokban. Egy elismert médiaszakember szerint a média  „lehet, hogy nem tudja megmondani az embereknek, hogy mit gondoljanak, de abban biztosan sikeres, hogy megmondja, miről gondolkodjanak”.